# Othello (film, 1951)
Othello är en dramafilm från 1951 i regi av Orson Welles. Filmen är baserad på William Shakespeares pjäs med samma namn från 1603. I huvudrollerna ses Welles, Micheál Mac Liammóir, Robert Coote, Suzanne Cloutier, Michael Laurence, Fay Compton och Doris Dowling. Filmer belönades med Guldpalmen vid Cannesfestivalen 1952.
Filmen följer pjäsen noggrant, men den är omstrukturerad och man har ändrat vissa scener. Welles trimmade även ned materialet, i allmänhet tar pjäsen cirka tre timmar att framföra på scenen, till drygt 90 minuter för filmen.

## Handling
Den moriske generalen Othello blir manipulerad att tro att hans nya brud, Desdemona, har haft en affär med hans löjtnant Michael Cassio. I verkligheten är allt en del av en komplott, riggad av den bittre Iago.

## Rollista i urval
- Orson Welles - Othello
- Micheál Mac Liammóir - Iago
- Robert Coote - Roderigo
- Suzanne Cloutier - Desdemona
- Hilton Edwards - Brabantio
- Nicholas Bruce - Lodovico
- Michael Laurence - Michael Cassio
- Fay Compton - Emilia
- Doris Dowling - Bianca